# Чемпионат Москвы по футболу 1920 (весна)
Чемпионат Москвы по футболу 1920 (весна) стал ХIV первенством (IV весенним), организованным Московской футбольной лигой (МФЛ).
Турнир носил название Кубок КФС - «Коломяги».
Чемпионом в шестой раз стал «Замоскворецкий» КС, в финале в упорной борьбе победивший СК «Замоскворечье» со счетом 3:2.

## Организация и проведение турнира
В весеннем первенстве участвовали 9 клубов (6 представителей класса «А» и 3 класса «Б»).
Они проводили первенство в два этапа: на первом этапе в двух подгруппах (в составе четырех и пяти команд) были проведены круговые турниры, по результатам которых по две лучшие команды выходили в следующий этап, где по кубковой системе (победители групп в полуфиналах встречались с командами, занявшими вторые места в других группах) определили чемпиона.
В турнире были представлены следующие клубы:
- КФ «Сокольники»
- «Замоскворецкий» КС
- СК «Замоскворечье»
- ОЛЛС
- «Мамонтовка»
- «Сокольнический» КЛ
- РГО «Сокол»
- «Физическое воспитание»
- СОБС

## Ход турнира

### Подгруппа I
| № | Команды             | 1    | 2   | 3   | 4    | В | Н | П | М      | О |
| - | ------------------- | ---- | --- | --- | ---- | - | - | - | ------ | - |
| 1 | ОЛЛС                |      | 3:2 | 3:0 | 10:0 | 3 | 0 | 0 | 16 — 2 | 6 |
| 2 | КФ «Сокольники»     | 2:3  |     | 2:0 | 7:1  | 2 | 0 | 1 | 11 — 4 | 4 |
| 3 | СОБС                | 0:3  | 0:2 |     | 3:2  | 1 | 0 | 2 | 3 — 7  | 2 |
| 4 | «Сокольнический» КЛ | 0:10 | 1:7 | 2:3 |      | 0 | 0 | 3 | 3 — 20 | 0 |

### Подгруппа II
| № | Команды                 | 1    | 2   | 3   | 4   | 5    | В | Н | П | М      | О |
| - | ----------------------- | ---- | --- | --- | --- | ---- | - | - | - | ------ | - |
| 1 | «Замоскворецкий» КС     |      | 2:0 | 2:0 | 9:0 | 12:0 | 4 | 0 | 0 | 25 — 0 | 8 |
| 2 | СК «Замоскворечье»      | 0:2  |     | 4:2 | 8:2 | 8:0  | 3 | 0 | 1 | 20 — 6 | 6 |
| 3 | «Мамонтовка»            | 0:2  | 2:4 |     | 6:0 | 3:1  | 2 | 0 | 2 | 11 — 7 | 4 |
| 4 | РГО «Сокол»             | 0:9  | 2:8 | 0:6 |     | 1:0  | 1 | 0 | 3 | 3 — 23 | 2 |
| 5 | «Физическое воспитание» | 0:12 | 0:8 | 1:3 | 0:1 |      | 0 | 0 | 4 | 1 — 24 | 0 |

### 1/2 финала
|  | «Замоскворецкий» КС | 4:2 | КФ «Сокольники» | Москва |

| 20 мая | СК «Замоскворечье» | 3:2 | ОЛЛС | Москва        |
|        |                    |     |      | Стадион: ОЛЛС |

### Финал
| | «Замоскворецкий» КС | 3:2 | СК «Замоскворечье» | Москва |
| «Замоскворецкий» КС: Н.Лавров - С.Сысоев, Розенберг - П.Лавров, К.Блинков, М.Романов - Перницкий, Шурупов, Исаков, И.Иванов, Шапошников |                     |     |                    |        |